# Pseudolasius bayonii
Pseudolasius bayonii är en myrart som beskrevs av Menozzi 1924. Pseudolasius bayonii ingår i släktet Pseudolasius och familjen myror. Inga underarter finns listade i Catalogue of Life.